# Cill Chriosd

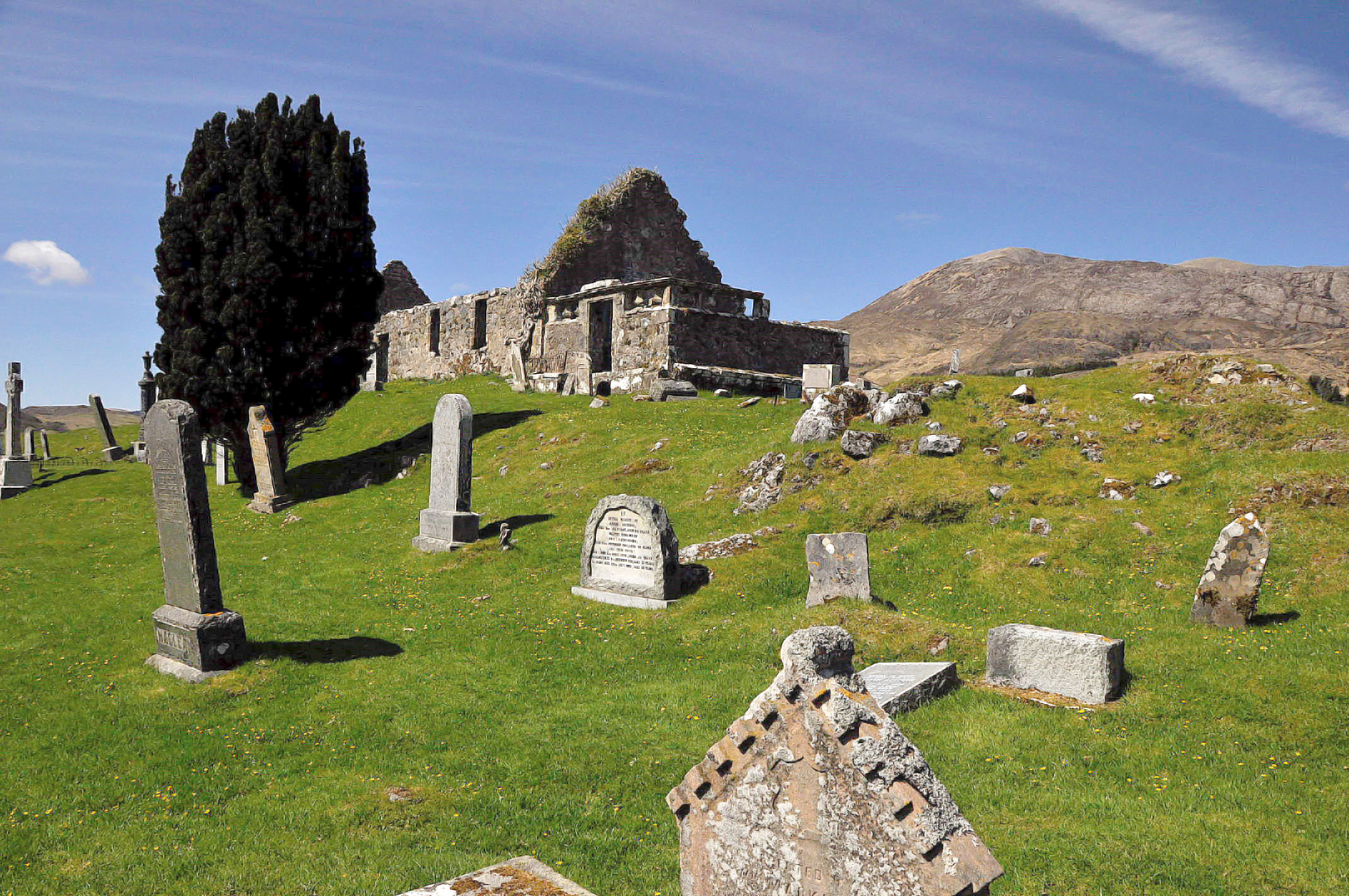
Cill Chriosd

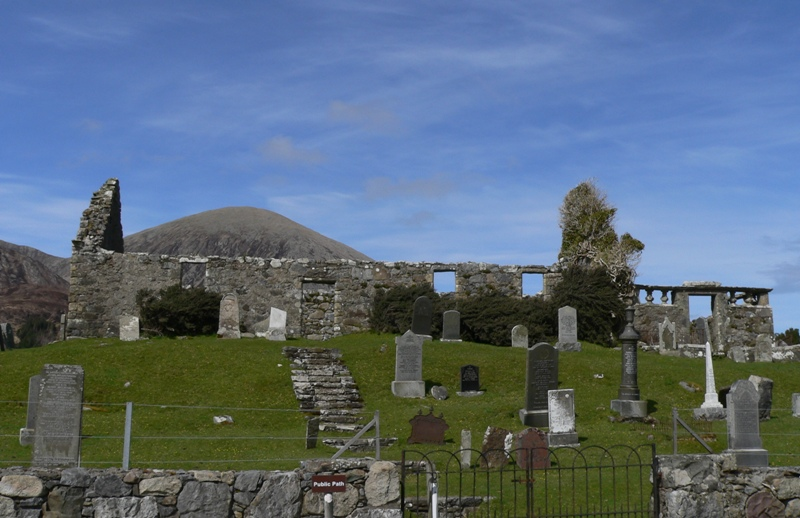
Cill Chriosd gezien vanuit het zuiden. Rechts bevindt zich de ommuurde begraafplaats met balustrade

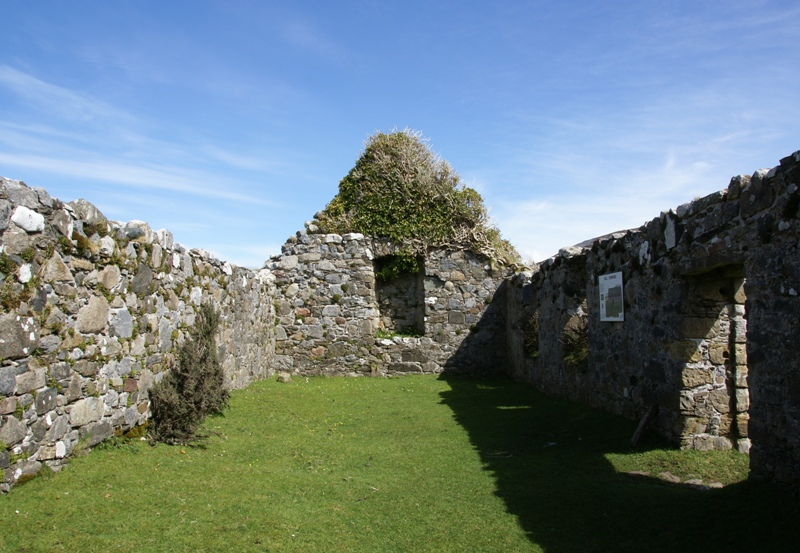
Interieur, kijkende richting het oosten; de nis was ooit een raam

Cill Chriosd (Schots-Gaelisch voor Christ's Church), ook wel Kilchrist Church genoemd, is een ruïne van een laat 16e- of vroeg 17e-eeuwse kerk, gelegen op het schiereiland Strathaird in de Swordale-vallei (Goidelisch: Strath Suardal) op het Schotse eiland Skye.

## Geschiedenis
De eerdere kerk van Strath, die volgens traditie gesticht was door Sint Maol Ruadh in de 7e eeuw bevond zich in Ashaig. Cill Chriosd werd gebouwd in de latere middeleeuwen. De vroegste schriftelijke referentie naar een kerk met de naam Cill Chriosd stamt uit 1505 wanneer ene Kenneth Adamson John MacGillivray opvolgt als kapelaan.
In 1627 werd Neil MacKinnon aangesteld als eerste protestante voorganger van Strath. Bij zijn aanstelling zwoer hij dat hij alle papisten die hij kende op de eilanden zou aangeven bij de autoriteiten. Volgens de overlevering was hij gemeen en hebzuchtig. Zo gaf hij zijn werklieden twee maaltijden op alle werkdagen, maar slechts één maaltijd op de zondag als zij rustten. Pas toen twee hongerige werklui op een zondag, nadat Neil MacKinnon gepreekt had en wilde vertrekken met enkele vrienden, de voetploeg pakten en aan het werk gingen, zwichtte MacKinnon en gaf ze hun twee maaltijden per dag, ook op de zondagen.
In 1840 werd de nieuwe parochiekerk in Broadford in gebruik genomen en werd Cill Chriosd verlaten.

## Bouw
Cill Chriosd bestaat uit een rechthoekig gebouw, oost-westelijk georiënteerd. Intern meet de kerk 16 meter bij 5,3 meter. In de noordelijke en oostelijke muren bevinden zich geen raam- of deuropeningen. De ingang bevindt zich min of meer centraal in de zuidmuur. In deze muur bevinden zich ook drie ramen. In de oostmuur bevindt zich een nis, die oorspronkelijk een raam was.
In de vroege 18e eeuw werd aan de oostgevel een ommuurde begraafplaats met balustrade bijgebouwd voor de MacKinnons.
Rondom de kerk ligt een begraafplaats waar voornamelijk grafstenen uit de achttiende en negentiende eeuw liggen.

## Vondsten
Tijdens restauratiewerkzaamheden aan de kerk werd een steen in een boog gevonden waarop een everzwijn in reliëf stond afgebeeld. Dit is het embleem van de clan MacKinnon, die heerste van het begin van de 14e eeuw tot de 18e eeuw in het gebied van Strath.

## Kerkhof
Op het kerkhof zijn graven te zien van twee bemanningsleden van de stoomtrawler William Humphries die op 21 november 1939 door vuur van het dekkanon van de Duitse duikboot U-33 ten noorden van Ierland tot zinken werd gebracht. De dertienkoppige bemanning kon aan boord geraken van een reddingssloep. Ze kwamen allemaal om. Later werden de lijken van slechts twee teruggevonden toen ze in Schotland aanspoelden.

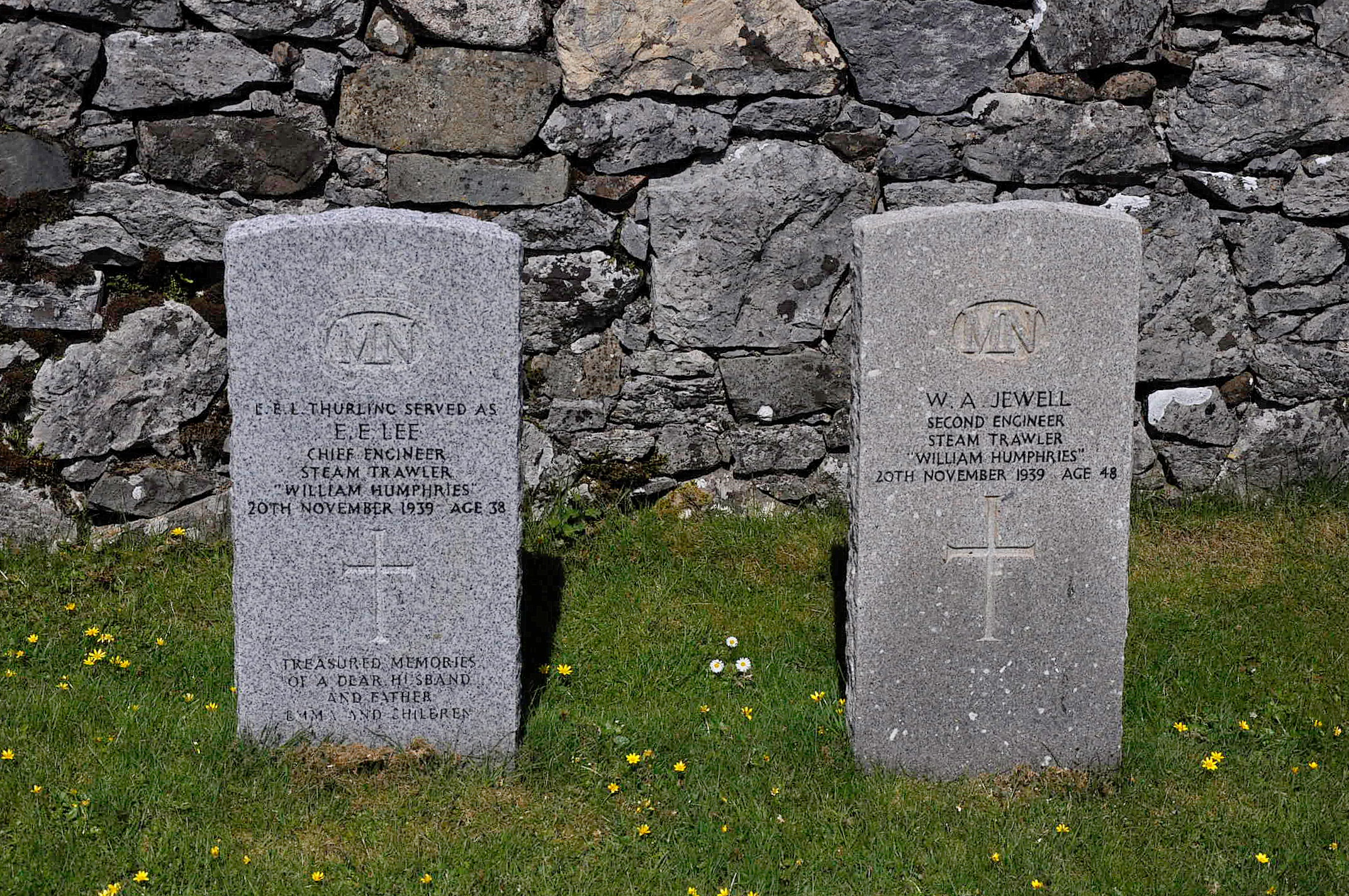
De graven van twee bemanningsleden van de William Humphries

## Beheer
Cill Chriosd wordt beheerd door de Skye & Lochalsh District Council's Museum Service, gesteund door Scottish Natural Heritage.